# زائدة فوق قطعية
الزائدة فوق القطعية ضرب من زوائد يكون بأن يزاد المقطع صفة فوق قطعية تغير من معناه.

## أمثلة

### عربية
- تشديد الجيم من فعل سجل لا يغير من معناه (سجل به أي رمى به من فوق) غير أن تمديد السين يغير منه (ساجله أي باراه وجاراه) — التشديد والتمديد كلاهما صفة فوق قطعية غير أن التمديد هنا غير المعنى فهو زائدة فوق قطعية.

### إنجليزية
- نبر المقطع الأول[1] من فعل record (سجل بتشديد الجيم) بدل المقطع الثاني[2] يحوله إلى اسم (سجل بتشديد اللام).